# Kuwanaspis pseudoleucaspis
Kuwanaspis pseudoleucaspis är en insektsart som först beskrevs av Kuwana 1923.  Kuwanaspis pseudoleucaspis ingår i släktet Kuwanaspis och familjen pansarsköldlöss. Inga underarter finns listade i Catalogue of Life.